# Förstakammarvalet i Sverige 1882
Förstakammarvalet i Sverige 1882 var ett val i Sverige. Valet utfördes av landstingen och i de städer som inte hade något landsting utfördes valet av stadsfullmäktige. 1882 fanns det totalt 805 valmän, varav 791 deltog i valet.
I halva Älvsborgs läns valkrets ägde valet rum den 9 januari. I Göteborgs stads valkrets ägde valet rum den 14 september. I Gävleborgs läns valkrets ägde valet rum den 18 september. I Södermanlands läns valkrets, Östergötlands läns valkrets, halva Jönköpings läns valkrets, Kronobergs läns valkrets, andra halvan av Älvsborgs läns valkrets och Skaraborgs läns valkrets ägde valet rum den 19 september. I andra halvan av Jönköpings läns valkrets och Värmlands läns valkrets ägde valet rum den 20 september. I Malmöhus läns valkrets och Kopparbergs läns valkrets ägde valet rum den 26 september och i Kalmar läns norra valkrets och Kalmar läns södra valkrets ägde valet rum den 27 september.

## Invalda riksdagsmän
Södermanlands läns valkrets:
- Edward Sederholm

Östergötlands läns valkrets:
- Niklas Fosser
- Charles Piper

Jönköpings läns valkrets:
- Ottonin Ljungqvist
- Magnus Söderberg

Kronobergs läns valkrets:
- Fredrick Richter
- Julius Mankell

Kalmar läns norra valkrets:
- Eduard Carleson

Kalmar läns södra valkrets:
- Lars Magnus Carlsson

Malmöhus läns valkrets:
- Alfred Piper
- Otto Ramel

Göteborgs stads valkrets:
- Oscar Ekman

Älvsborgs läns valkrets:
- John Ericson
- Frans Dahl

Skaraborgs läns valkrets:
- Carl Storckenfeldt

Värmlands läns valkrets:
- Axel Ros

Kopparbergs läns valkrets:
- Samy Nisser

Gävleborgs läns valkrets:
- Claës Gustaf Adolf Tamm